# Bleu de bromothymol
Pour les articles homonymes, voir BBT et BTB.
Le bleu de bromothymol (ou BBT ou dibromothymolsulfonephtaléine) est un colorant de la famille des sulfonephtaléines souvent utilisé comme indicateur coloré de pH. En effet, il possède des propriétés halochromiques.

## Structure
Le bleu de bromothymol est un des composés principaux de la famille des indicateurs colorés de pH qui dérivent du triphénylméthane. Il permet d'identifier la nature acide, basique ou neutre d'une solution.

## Teintes

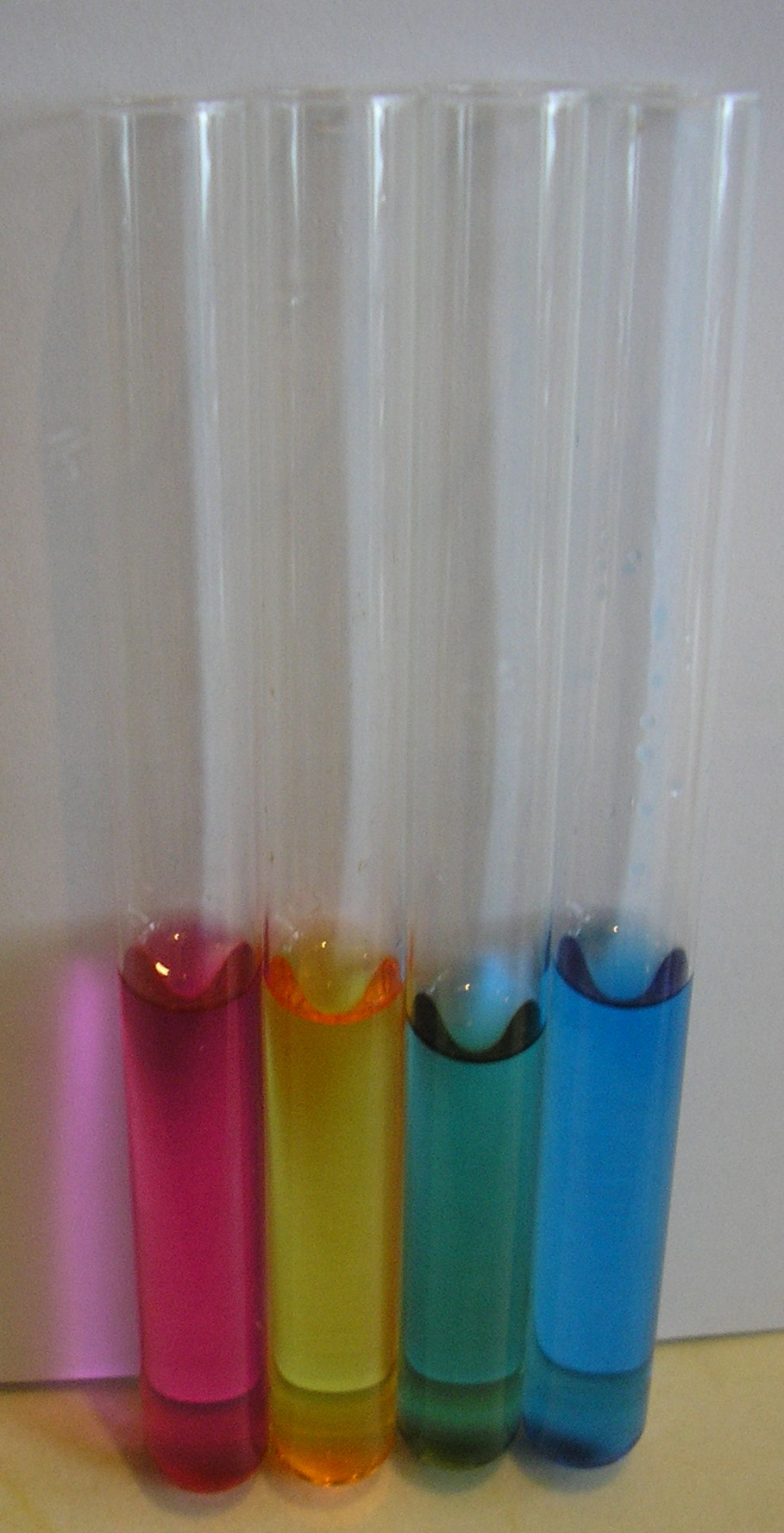
Teintes du bleu de bromothymol en solution.

La forme acide est jaune (pH<6) et la forme basique est bleue (pH>7,6). Entre ces deux pH, une solution contenant ce composé est de couleur verte (mélange des deux couleurs). À l'instar du bleu de thymol, Le bleu de bromothymol possède aussi une seconde zone de virage, mais en milieu acide concentré (pH=0), il vire alors du jaune au fuchsia lorsque le pH diminue.
| Couleurs du bleu de bromothymol | Couleurs du bleu de bromothymol | Couleurs du bleu de bromothymol | Couleurs du bleu de bromothymol | Couleurs du bleu de bromothymol |
| ------------------------------- | ------------------------------- | ------------------------------- | ------------------------------- | ------------------------------- |
| Forme acide 1 fuchsia           | Zone de virage env. pH 0        | Forme acide 2 jaune             | Zone de virage pH 6,0 à 7,6     | Forme basique bleu              |
|                                 |                                 |                                 |                                 |                                 |

Légende de l'image (de gauche à droite)
- Tube 1 : forme superacide du bleu de bromothymol (acide chlorhydrique concentré, pH négatif).
- Tube 2 : forme acide (jaune) du bleu de bromothymol (solution d'acide chlorhydrique à 0,5 mol/L).
- Tube 3 : zone de virage du bleu de bromothymol (coexistence des formes acide et basique).
- Tube 4 : forme basique (bleu) du bleu de bromothymol (solution d'hydroxyde de sodium à 1 mol/L).

Forme acide et basique du bleu de bromothymol.

## Utilisations
Les propriétés halochromiques du bleu de bromothymol sont utilisées pour suivre les changements de pH durant les dosages acido-basiques notamment. Sa zone de virage comprenant le pH neutre, ce sont les dosages entre acides et bases fortes qui nécessitent un indicateur tel que le BBT, le point équivalent se situant à un pH de 7.
En général, la zone de virage particulière du BBT permet d'indiquer rapidement si une solution est acide ou basique. Ce composé permet de détecter la présence de dioxyde de carbone, qui est un acide (acide carbonique H2CO3 ou H2O, CO2), par changement de couleur de bleu à jaune des cristaux.
Le BBT est par ailleurs utilisé comme pigment pour la teinture.